# Oyaki

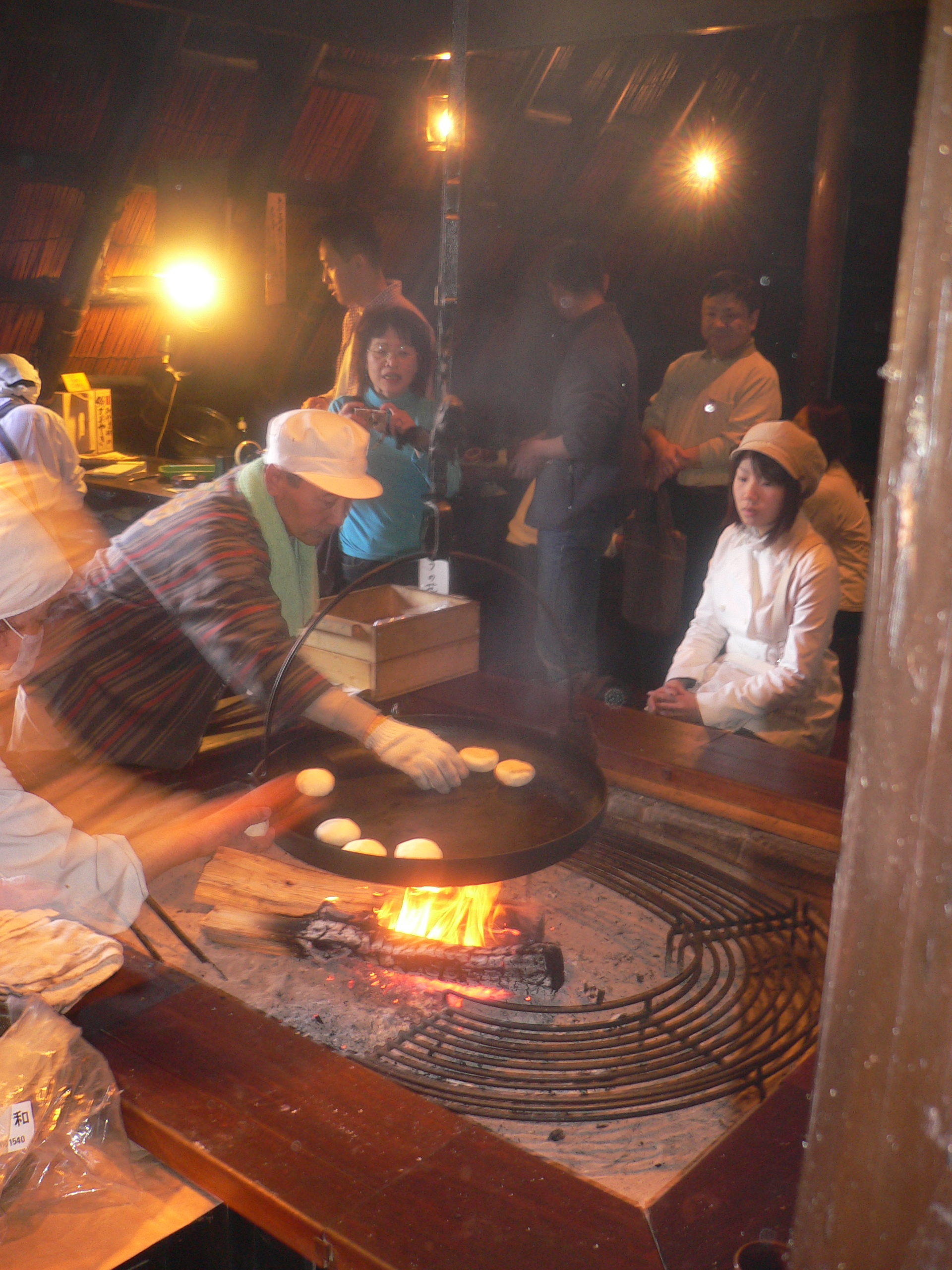
Oyaki.

El oyaki (おやき?) es un dumpling japonés hecho a partir de masa de alforfón fermentada envuelta en torno a un relleno de verduras japonesas, fruta o anko (paste de judías rojas), y luego asado en una sartén de hierro. El bollo resultante se cuece al vapor o se asa a la parrilla y se toma caliente. El oyaki es popular y está ampliamente disponible en la prefectura de Nagano, que es famosa por este plato.
El oyaki de Nagano no debe confundirse con el imagawayaki, que se hace a partir de un rebozado ligero y se toma como postre, a pesar de que puedan hallarse muchas tiendas que vendan ambos.

## Historia
Las abruptas montañas y el clima frío de la prefectura de Nagano hacía difícil el cultivo del arroz, lo que arrojaba unas cosechas pobres en el Japón preindustrial. Los granjeros de la región recurrieron al alforfón (soba). La harina resultante se mezclaba con agua y se rellenaba con vegetales silvestres locales, condimentándola con salsa de soja y sal.